# Кораккаси (Моргауський район)
Коракка́си (рос. Кораккасы, чув. Кораккасси) — присілок у Чувашії Російської Федерації, центр Кадікасинського сільського поселення Моргауського району.
Населення — 357 осіб (2010; 369 в 2002, 258 в 1979; 261 в 1939).

## Історія
Утворилось шляхом від'єднання від сусіднього присілку Чурікаси 1931 року, коли було утворено колгосп «Трієр». До 1939 року присілок входив до складу Сундирського, 1962 року — до складу Чебоксарського, 1964 року — до складу Моргауського району.

## Господарство
У присілку діють фельдшерсько-акушерський пункт, 4 магазини.